# Canhead
Canhead ist ein US-amerikanischer knetanimierter Kurzfilm von Timothy Hittle aus dem Jahr 1996.

## Handlung
Jay Clay läuft mit seinem blauen Hund Blue in der Wüste umher. Beide machen Rast und Jay muss feststellen, dass sein Rucksack ein Loch hat und sein Essen auf der Wanderung herausgefallen sein muss. Stattdessen befinden sich nur grüne Würmer im Rucksack. Während Jay verzweifelt auf einem Stein zusammensinkt, springt Blue davon. Wenig später geht Jay ihm nach, durchmisst ein Feld, in dem Büchsenköpfe im Boden stecken und sieht Blue am anderen Ende eines tiefen Abgrunds stehen. Jay kann nicht zu ihm gelangen und der Hund verschwindet im Nichts.
Jay weint um ihn, als sich plötzlich einer der Büchsenköpfe zu bewegen beginnt. Aus dem Boden wächst ein riesiges Blechmonster, das Jagd auf Jay macht. Der kann in den Untergrund entkommen und besiegt das Monster schließlich mit seinem Wanderstock: Er dirigiert es zum Graben, in den es fällt. Jay kann sich auf die andere Seite retten, wo er Blue in seine Arme schließt. Der Frieden währt nur kurz, denn plötzlich durchbricht der Kopf des Büchsenmannes den Boden unweit von Jay und Blue.

## Produktion
Canhead war Teil einer Trilogie um den Knetfigurmann Jay Clay und seinen Hund Blue, die zudem die Filme The Potatoe Hunter (1991) und The Quiet Life (2010) umfasste. Bereits in den 1970er-Jahren waren erste Knetanimationsfilme um Jay Clay in Super-8 erschienen. Canhead entstand innerhalb von drei Jahren in Stop-Motion.

## Auszeichnungen
Auf der World Animation Celebration wurde Canhead als Bester Independent-Stop-Motion-Film mit einem WAC Award ausgezeichnet.
Canhead wurde 1997 für einen Oscar in der Kategorie „Bester animierter Kurzfilm“ nominiert, konnte sich jedoch nicht gegen Quest durchsetzen.